# Zachary Taylor (politicus)
Zachary Taylor (Barboursville, Virginia, 24 november 1784 – Washington D.C., 9 juli 1850) was de 12e president van de Verenigde Staten (1849-1850), slavenhouder en een Amerikaanse militaire leider.
In eerste instantie was hij niet geïnteresseerd in politiek, maar deed toch mee aan de Amerikaanse presidentsverkiezingen van 1848 als een Whig en versloeg Lewis Cass. Taylor was de laatste president die slaven hield terwijl hij in functie was, en de tweede en laatste Whig die een presidentsverkiezing won.
Hij stond bekend als "Old Rough and Ready," doordat hij een veertigjarige militaire carrière had in de United States Army, waarin hij diende in de Oorlog van 1812, de Zwarte Havik Oorlog en de Tweede Seminole Oorlog. Hij verkreeg roem door in de Slag bij Palo Alto en de Slag bij Monterrey tijdens de Mexicaans-Amerikaanse Oorlog de Amerikaanse troepen naar de overwinning te leiden. Taylor werd alom gerespecteerd voor zijn militaire daden, maar had bijzonder weinig politieke kennis. Hij toonde lang geen enkele vorm van interesse en had zelfs nog nooit van zijn leven gestemd. Door zijn toenemende roem roken zowel de Democraten als de Whigs echter kansen, en ze probeerden hem in te lijven. Uiteindelijk sloot hij zich aan bij de Whigs, maar hij voelde er weinig voor de partij te dienen. Hij had gevochten voor het land en wilde hetzelfde doen in de politiek. Hij kwam er echter al vrij snel achter dat zijn leiderschap in de politiek niet werkte. Mede door weinig politieke ervaring en zijn vroege dood staat hij bekend als een vrij onbelangrijke president. Hij werd echter wel geëerd vanwege zijn sterke principes en eervolle integriteit, hoewel sommigen dit eerder zagen als naïviteit.
Als president maakte hij veel Zuiderlingen boos door het innemen van een gematigd standpunt tegenover slavernij. Hij drong er bij de kolonisten in New Mexico en Californië op aan het territoriale stadium te omzeilen en om grondwetten te maken om een staat te worden, en maakte zo de weg vrij voor het Compromis van 1850. Overigens was hij zelf radicaal tegen dit compromis. Hij was van mening dat een compromis niet tot een verbetering van de situatie zou leiden en dat het beter zou zijn als Californië als een onafhankelijke staat zou toetreden. Hij nam geen radicaal standpunt in over slavernij, maar probeerde vooral het land bijeen te houden. Over de gevolgen van het compromis van 1850 wordt tot op de dag van vandaag nog gediscussieerd. Sommigen stellen dat het de oorlog heeft uitgesteld, terwijl anderen juist denken dat het de verschillen tussen het noorden en het zuiden van de VS destijds heeft versterkt.
Taylor stierf net 16 maanden na zijn aantreden, de op twee na kortste ambtstermijn van een president. Er wordt verondersteld dat hij stierf aan de gevolgen van buikgriep. Na zijn dood waren er veel mensen die dit niet geloofden en er ontstond een complottheorie. De Whigs dachten dat hij door zuidelijke pro-slavernij groepen om het leven kon zijn gebracht. In 1991 werd zijn lichaam opgegraven en onderzocht op enkele gifmengsels. Hier werd echter geen bewijs voor vergiftiging gevonden. De meest gangbare theorie is dat zijn drinkwater vervuild was door de open riolen van Washington destijds. Voormalig president William Henry Harrison zou hierdoor ook al het leven gelaten hebben. Enkel presidenten William Henry Harrison en James Garfield dienden korter. Taylor werd opgevolgd door zijn vicepresident, Millard Fillmore.

## Kabinetsleden onder Taylor

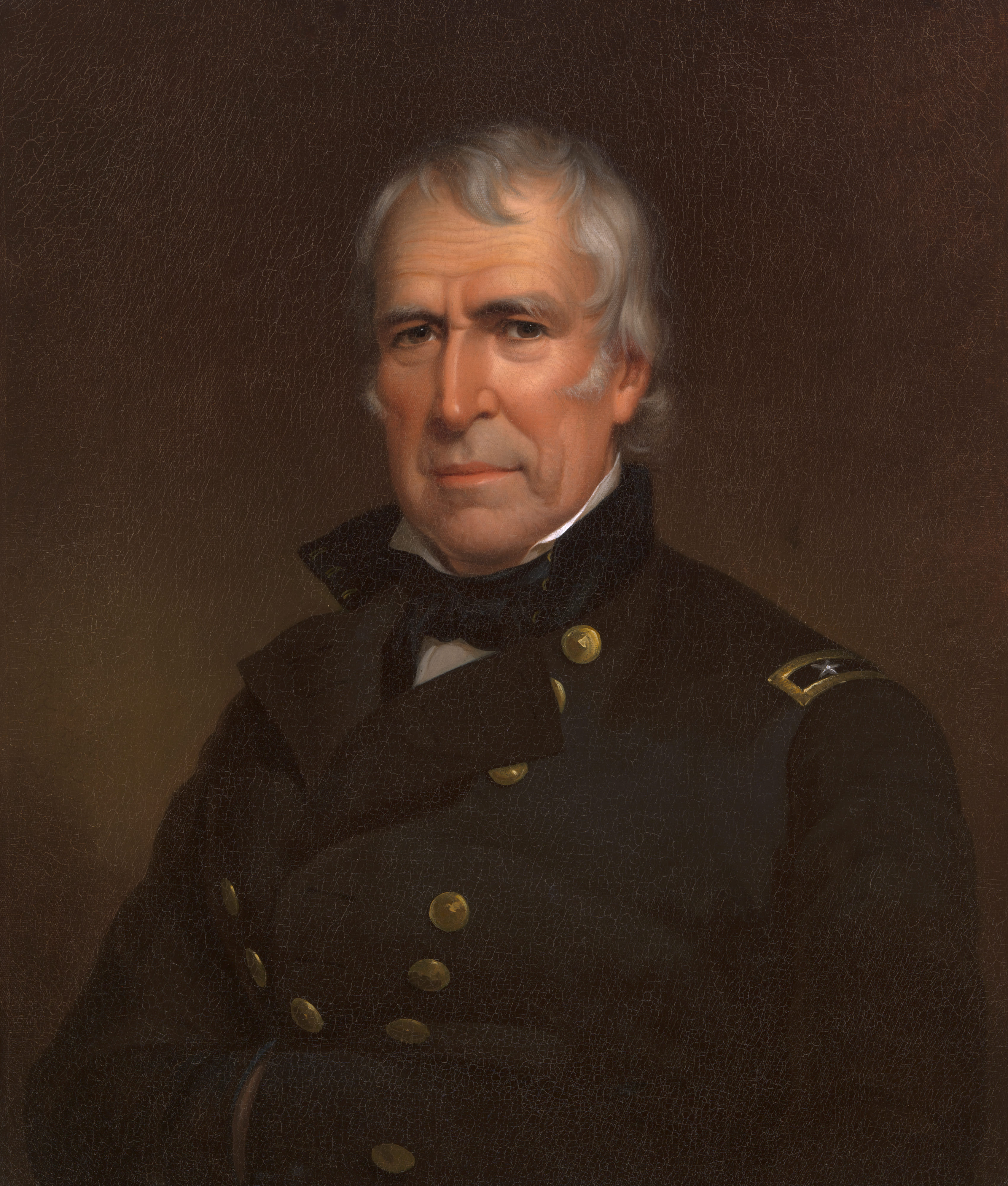
Portret

| Kabinetsleden       | Ministerie         | Periode     | Bijzonderheden                                 |
| ------------------- | ------------------ | ----------- | ---------------------------------------------- |
| John M. Clayton     | Buitenlandse Zaken | 1849 - 1850 | Idem onder Fillmore                            |
| Thomas Ewing        | Binnenlandse Zaken | 1849 - 1850 | Idem onder Fillmore + Financiën onder Harrison |
| George W. Crawford  | Oorlog             | 1849 - 1850 | Idem onder Fillmore                            |
| William M. Meredith | Financiën          | 1849 - 1850 | Idem onder Fillmore                            |
| Reverdy Johnson     | Justitie           | 1849 - 1850 | Idem onder Fillmore                            |
| William B. Preston  | Marine             | 1849 - 1850 | Idem onder Fillmore                            |
| Jacob Collamer      | Posterijen         | 1849 - 1850 | Idem onder Fillmore                            |

Washington ·
J. Adams ·
Jefferson ·
Madison ·
Monroe ·
J.Q. Adams ·
Jackson ·
Van Buren ·
W.H. Harrison ·
Tyler ·
Polk ·
Taylor ·
Fillmore ·
Pierce ·
Buchanan ·
Lincoln ·
A. Johnson ·
Grant ·
Hayes ·
Garfield ·
Arthur ·
Cleveland ·
B. Harrison ·
Cleveland ·
McKinley ·
T. Roosevelt ·
Taft ·
Wilson ·
Harding ·
Coolidge ·
Hoover ·
F.D. Roosevelt ·
Truman ·
Eisenhower ·
Kennedy ·
L.B. Johnson ·
Nixon ·
Ford ·
Carter ·
Reagan ·
G.H.W. Bush ·
Clinton ·
G.W. Bush ·
Obama ·
Trump · 
Biden ·
Trump
- Bibsys: 2066636
- Biblioteca Nacional de España: XX1315440
- Bibliothèque nationale de France: cb12133919v (data)
- CiNii: DA0516472X
- Gemeinsame Normdatei: 11880152X
- International Standard Name Identifier: 0000 0000 8367 3390
- Library of Congress Control Number: n50008436
- Nationale Bibliotheek van Letland: 000184484
- National Archives and Records Administration: 10581251
- Nationale Bibliotheek van Tsjechië: xx0105904
- Nationale Bibliotheek van Israël: 987007463482405171
- Nederlandse Thesaurus van Auteursnamen: 071340106
- LIBRIS: 224962
- SNAC: w6ks6qm2
- Système universitaire de documentation: 02978896X
- Trove: 1230234
- Virtual International Authority File: 27867826
- WorldCat: E39PBJhX87TXy4HQCRdTK7mTpP